# Лили Елбе
Лили Илзе Елвенес (Lili Ilse Elvenes), по-известна като Лили Елбе (Lili Elbe), е датска художничка, трансджендър жена и сред ранните подложили се на операции за смяна на пола.
Тя е била художник под рожденото си име Ейнар Вегенер (Einar Wegener). След прехода през 1930 г. сменя името си на Лили Илзе Елвенес, спира да рисува и по-късно приема фамилното име Елбе. Тя е първият известен човек, подложил се на трансплантация на матка в опит да забременее, но умира поради последвалите усложнения.
Британската и американската версия на нейния полуавтобиографичен разказ са публикувани посмъртно през 1933 г. под заглавието „От мъж на жена: автентичен разказ за смяна на пола“ (на англ. Man into Woman: An Authentic Record of a Change of Sex). През 2015 г. излиза филм, вдъхновен от нейния живот – „Момичето от Дания“. Операта „Лили Елбе“, базирана на нейния живот, композирана от Тобиас Пикър, има премиера през 2023 г.

## Биография

### Ранен живот
Обикновено се смята, че Елбе е родена през 1882 г. във Вайле, Дания, като Ейнар Вегенер – син на Ане Мари Томсен и на търговеца на подправки Могенс Вилхелм Вегенер, според регистъра в местната църква „Св. Николай“. Годината на нейното раждане понякога се посочва като 1886 г. въз основа на книга за нея, в която някои факти са променени, за да се запази анонимността на замесените лица. Сведенията за живота на съпругата ѝ Герда Готлиб подкрепят датата 1882 г., тъй като те се женят, докато са в колежа през 1904 г. Ако предположението за 1886 г. е вярно, то тогава Елбе е едва на 18 години по време на брака си.
Спекулира се, че Елбе е била интерсексуална, въпреки че това се оспорва. Някои доклади показват, че тя вече е имала рудиментарни яйчници в корема си и вероятно е била със синдром на Клайнфелтер.

### Брак и позиране
Елбе се запознава с Герда Готлиб по време на следването им в Кралската датска академия за изящни изкуства в Копенхаген. Сключват брак през 1904 г., когато Готлиб е на 19, а Елбе на 22 г. Герда идва от консервативно семейство: баща ѝ е викарий в Лутеранската църква. Те работят като илюстратори, като Елбе се специализира в пейзажни картини, а Готлиб илюстрира книги и модни списания.
Пътуват из Италия и Франция, преди да се установят в Париж през 1912 г., където Елбе може да живее по-открито като жена, представяйки се за зълва на Готлиб. Тя получава Награда „Нойхаузенс“ през 1907 г. и излага на Kunstnernes Efterårsudstilling (Есенната изложба на художниците) в Музея на изкуствата Vejle в Дания, където остава представена, както и на художествените изложения Salon des Indépendants, Salon des humoristes и Salon d'Automne в Париж.
Лили Елбе започва да носи дамски дрехи, след като открива, че се чувства комфортно в чорапите и токчетата, които облича, за да замести модела на Герда Готлиб – актрисата Анна Ларсен, която веднъж закъснява за позиране. Ларсен предлага името Лили и до 20-те години на 20 век Елбе редовно се представя с това име като жена, посещавайки различни празненства и забавлявайки гости в къщата си. Готлиб става известна с картините си на красиви жени с натрапчиви бадемовидни очи, облечени в шикозни дрехи. Моделът за тези изображения на petites femmes fatales е именно Елбе. Елбе спира да рисува след прехода си.

### Операции и разтрогване на брака
През май 1930 г. Елбе планира да извъшри самоубийство, тъй като чувства, че не е родена в правилното тяло, но не го прави, след като е информирана за германския сексолог Магнус Хиршфелд. Тя се подлага на множество операции, финансирани от продажбата на нейните картини.
През 1930 г. Елбе заминава за Германия за операция за смяна на пола, която по това време е съвсем експериментална. Докато е в Германия, тя остава в Института за сексуални науки „Хиршфелд“. Преди да започне каквато и да е хирургическа процедура, психологическото ѝ здраве е оценено от немския сексолог Магнус Хиршфелд чрез серия от тестове. След това са извършени серия от четири операции за период от две години. Първата операция, извършена в Берлин, е за отстраняване на тестисите, извършено от Ервин Горбант. Останалите ѝ операции са извършени от Курт Варнеркрос – лекар в Дрезденската общинска женска клиника. Всичките й медицински документи са унищожени в резултат на бомбардировките на Съюзниците, които унищожават клиниката и нейните архиви. Втората операция е за имплантиране на яйчник върху коремната ѝ мускулатура, а третата за отстраняване на пениса и скротума.
По онова време нейният случай се превръща в сензация в датските и немските вестници. Датски съд анулира брака на двойката през октомври 1930 г. и Елбе успява да смени пола и името си законно, като дори получава паспорт като Лили Илзе Елвенес. Псевдонимът „Лили Елбе“ е използван за първи път в статия в датски вестник, написана от журналистката от Копенхаген Луиз „Лулу“ Ласен за в. „Политикен“ през февруари 1931 г. Елбе се завръща в Дрезден и започва връзка с френския търговец на произведения на изкуството Клод Льожен, за когото иска да се омъжи и от когото иска да има деца. Герда също се омъжва за италианец, след като се разделя с Елбе, въпреки че бракът приключва с развод малко след това.
През 1931 г. Елбе се завръща за четвъртата си операция – за трансплантация на матка и изграждане на вагинален канал. Това я прави една от най-ранните транссексуални жени, подложили се на вагинопластика, няколко седмици след като Ервин Горбанд извършва експерименталната процедура на Дора Рихтер.

### Смърт
След четвъртата операция на 48-годишната Елбе имунната ѝ система отхвърля трансплантираната матка. Това в крайна сметка причинява инфекция, която води до нейната смърт от сърдечен арест на 13 септември 1931 г. в Дрезден, Германия, три месеца след операцията.
Елбе е погребана в Trinitatisfriedhof (Гробище „Св. Троица“) в Дрезден, но гробът е изравнен през 60-те г. През април 2016 г. е открита нова надгробна плоча, финансирана от Фокус Фитчърс – продуцентската компания, продуцирала „Момичето от Дания“. Надгробната плоча не посочва датата на раждане на Елбе, а само нейното име и местата на раждане и смърт.

## Картини
Освен че е един от най-ранните получатели на хирургия за смяна на пола, Елбе е и художник, но се е отказва след прехода си. По-голямата част от живописта ѝ се фокусира предимно върху пейзажи. Има много успешни картини, включително Portrait de femme (1923), Parti Fra Capri (1921), View from the Garden of Versailles (1922), Costal View from France (1918) и Trianon (1920).

## В популярната култура
ЛГБТК+ филмовият фестивал MIX Копенхаген дава четири награди „Лили“, кръстени на Елбе.
През 2000 г. Дейвид Еберсхоф написва романа „Момичето от Дания“ – измислен разказ за живота на Елбе. Книгата става международен бестселър и преведена на много езици. Тази книга предоставя един от най-ранните измислени разкази за хирургията за смяна на пола, който оформя ЛГБТК+ литературата. През 2015 г. е направен филм, наречен „Момичето от Дания“, продуциран от Гейл Матрикс и Нийл Лабют, с участието на Еди Редмейн като Елбе. Филмът е добре приет на Филмовия фестивал във Венеция през септември 2015 г. , въпреки че е критикуван, че е избрал цисджендър мъж да играе трансджендърна жена. Както в романа, така и във филма са пропуснати няколко теми, включително сексуалността на Готлиб, което се доказва от темите в нейните еротични рисунки, и разпадането на връзката на Готлиб и Елбе след нейното анулиране.
На 28 декември 2022 г. Google Doodle отбелязва 140-тия рожден ден на Лили Елбе.
Операта на Тобиас Пикър, базирана на живота на Елбе, с участието на Лусия Лукас, има премиера през 2023 г. в Театър „Санкт Гален“.

## Публикации
През 1931 г. Лили Елбе живее в Дания и работи с приятеля си Ернст Хартерн върху мемоарите си на датски: Fra Mand til Kvinde, публикувани от нейния немски приятел и редактор под името „Нийлс Хойер“ след смъртта ѝ. Разказът предоставя подробности за живота ѝ като датски художник и нейната операция за смяна на пола. Възможността Лили Елбе да е интерсексуална е предложена поради докладваното ѝ притежание както на мъжки, така и на женски репродуктивни органи и липсата на медицинско досие, документиращо анатомията ѝ преди операцията поради бомбардировките на Съюзниците. Тази теория обаче е оспорвана. Разказът е публикуван четири пъти на три различни езика в продължение на две години. Версиите за Обединеното кралство и САЩ – „От мъж в жена: Автентичен запис за промяна на пола“ (на английски: Man into Woman: An Authentic Record of a Change of Sex) са публикувани през 1933 г. Тези версии привличат вниманието към новите медицински интервенции, докато историята на Лили Елбе е разпространена в американски публикации. Американски публикации като „Мъж се превръща в жена“ ("A Man Becomes a Woman”) и „Когато науката промени мъж в жена“ (“When Science Changed a Man into a Woman”), публикувани в популярното списание Sexology, свързват историята на Лили Елбе със случаи на интерсексуални смени на пола. Тези разкази популяризират бинарен възглед за пола, засилвайки половите стереотипи сред американците.
Man into Woman: An authentic Record of a Change of sex и Лили Елбе стават добре известни в европейските медии, популяризирани от Пол Вебер. Историята насърчава политически действия и привлича вниманието към предизвикателствата, пред които са изправени хората, които не отговарят на пола си.